# 井上琳水
井上 琳水（いのうえ りんな、2007年6月16日 - ）は日本の女性子役タレント。
ジョビィキッズに所属していた。

## 出演

### 映画
- 謝罪の王様（2013年9月28日公開） - 倉持典子（幼少）（箕輪の娘） 役
- 魔女の宅急便（2014年3月1日公開） - ミズミ 役

### テレビドラマ
- 赤川ミステリー・4姉妹探偵団（2008年1月18日、朝日放送）
- さくら心中 第1話（2011年、東海テレビ） - 宗形桜子（3歳期） 役
- 連続テレビ小説 おひさま（2011年、NHK総合） - 丸山日向子 役
- 花嫁の父（2012年、毎日放送） - 星野美音（幼少期） 役
- 最高の人生の終り方〜エンディングプランナー〜 第6話（2012年、TBS） - 川原栞 役
- おまえなしでは生きていけない 〜猫を愛した芸術家の物語〜（2013年6月27日、NHK BSプレミアム） - 夏目漱石の4女 役
- 東京バンドワゴン〜下町大家族物語（2013年10月12日 - 12月14日、日本テレビ） - 大町奈美子 役
- SAKURA〜事件を聞く女〜 第9話（2014年12月15日、TBS） - 工藤ほのか 役
- Dr.倫太郎 第4話（2015年、日本テレビ） - 三浦千果 役
- 37.5℃の涙（2015年7月 - 9月、TBS） - 杉崎桃子（幼少期） 役
- 偽装の夫婦（2015年10月 - 12月、日本テレビ） - 水森由羽 役
- お迎えデス。（2016年4月 - 6月、日本テレビ） - 阿熊幸（幼少期）、村上あさみ（幼少期） 役
- はじめまして、愛しています。（2016年、テレビ朝日） - 梅田美奈（幼少期） 役

### その他のテレビ番組
- いないいないばあっ!（NHK Eテレ）
- 中居正広のザ・大年表スペシャル第6弾（2012年、日本テレビ）

・SMAP×SMAP(BISTRO SMAP) ゲスト(2012年3月､フジテレビ)

### CM
- 花王
  - 「ありがとうのそばで 篇（Webバージョン）」（2013年）
  - 「ありがとうのそばで 篇」（2013年）
- 花王 メリット「出会い 篇」（2013年）
- イトーヨーカドー ランドセル2015（2014年）
- ライオン ルックおふろの防カビくん煙剤「銀イオン姉妹」篇（2015年）妹 役
- J:COM「ただいま」篇、「うた」篇（2015年）

### PV
- AKB48「桜の木になろう」（2011年） - 大島優子の娘 役
- 松山千春「あの日の僕等」（2014年）[1]

### コンサート
- 芦田愛菜ファーストコンサート〜ウィンターワンダーランド〜（2012年12月27日）

## 書籍

### 雑誌
- 小学一年生（2014 - 2015年、小学館）[2]